# Another Suitcase in Another Hall
Another Suitcase In Another Hall un brano musicale contenuto nel musical Evita.
La canzone racconta dell'infelicità di dovere andare via dopo la fine di un amore.
Nel musical, la canzone è cantata dall'amante di Juan Perón, dopo che questa è stata estromessa dalla vita dell'uomo, dalla sua futura moglie Eva.

## Versione di Madonna
Nella versione cinematografica del musical il brano viene cantato da Evita (interpretata da Madonna), dopo la fine della sua relazione con Agustín Magaldi.
Nel 1997 il brano è stato estratto come terzo singolo dalla colonna sonora del film (però non uscì negli USA). Il video del brano è l'esatta sequenza del film in cui Madonna interpreta Another Suitcase in Another Hall, pertanto la regia del video è accreditata al regista del film Alan Parker.

## Tracce
CD-Maxi (Warner 9362-43847-2)
1. Another Suitcase in Another Hall - 3:32
2. Don't Cry for Me Argentina (Miami Mix Edit) - 4:28
3. You Must Love Me - 2:50
4. Hello and Goodbye - 1:47

CD-Maxi (Warner 9362-43853-2)
1. Another Suitcase in Another Hall - 3:32
2. You Must Love Me - 2:50
3. Hello and Goodbye - 1:47
4. Waltz for Eva and Che (feat. Antonio Banderas)

### Remix ufficiali
- Soundtrack Version (3:32)
- Master Mix (3:34) In-House Promo
- TV Mix/Instrumental (3:34) In-House Promo
- Radio Edit (3:26) In-House Promo
- TV Radio Edit/Instrumental Edit (3:25) In-House Promo

## Classifiche
| Classifica (1997) | Posizione massima |
| ----------------- | ----------------- |
| Irlanda           | 23                |
| Italia            | 4                 |
| Paesi Bassi       | 91                |
| Regno Unito       | 7                 |
| Svezia            | 60                |